# ویرا (فلوریدا)
ویرا (به انگلیسی: Viera) یک منطقهٔ مسکونی در ایالات متحده آمریکا است که در فلوریدا واقع شده‌است.